# Temporada 1981-82 de los Golden State Warriors
La temporada 1981-82 fue la trigésimo sexta de los Warriors en la NBA, la vigésima en el Área de la Bahía de San Francisco, a donde llegaron procedentes de Filadelfia, y la undécima en la ciudad de Oakland con la denominación de Golden State Warriors. La temporada regular acabó con 45 victorias y 37 derrotas, acabando en la séptima posición de la Conferencia Oeste, no logrando clasificarse para los playoffs.

## Elecciones en elDraft
| Ronda | Puesto | Jugador       | Posición  | Nacionalidad   | Universidad   |
| ----- | ------ | ------------- | --------- | -------------- | ------------- |
| 2     | 33     | Sam Williams  | Ala-Pívot | Estados Unidos | Arizona State |
| 4     | 76     | Lewis Lloyd   | Escolta   | Estados Unidos | Drake         |
| 5     | 102    | Hank McDowell | Ala-Pívot | Estados Unidos | Memphis       |

## Temporada regular
| División Pacífico      | División Pacífico | División Pacífico | División Pacífico | División Pacífico | División Pacífico | División Pacífico | División Pacífico | División Pacífico |
| Equipo                 | G                 | P                 | %                 | PD                | Casa              | Fuera             | Div               |                   |
| ---------------------- | ----------------- | ----------------- | ----------------- | ----------------- | ----------------- | ----------------- | ----------------- | ----------------- |
| y-Los Angeles Lakers   | 57                | 25                | .695              | –                 | 30–11             | 27–14             | 21–9              |                   |
| x-Seattle SuperSonics  | 52                | 30                | .634              | 5.0               | 31–10             | 21–20             | 18–12             |                   |
| x-Phoenix Suns         | 46                | 36                | .561              | 11.0              | 31–10             | 15–26             | 14–16             |                   |
| Golden State Warriors  | 45                | 37                | .549              | 12.0              | 28–13             | 17–24             | 15–15             |                   |
| Portland Trail Blazers | 42                | 40                | .512              | 15.0              | 27–14             | 15–26             | 15–15             |                   |
| San Diego Clippers     | 17                | 65                | .207              | 40.0              | 11–30             | 6–35              | 7–23              |                   |

## Estadísticas
| Rk | Jugador           | Edad | P  | PT | MP   | TC  | TCI  | %TC  | T3  | T3I | %T3  | TL  | TLI | %TL  | RO  | RD  | RT   | AS  | RB  | TAP | BP  | FP  | PTS  |
| -- | ----------------- | ---- | -- | -- | ---- | --- | ---- | ---- | --- | --- | ---- | --- | --- | ---- | --- | --- | ---- | --- | --- | --- | --- | --- | ---- |
| 1  | Bernard King      | 25   | 79 | 77 | 36.2 | 9.4 | 16.5 | .566 | 0.0 | 0.1 | .200 | 4.5 | 6.3 | .705 | 1.8 | 4.2 | 5.9  | 3.6 | 1.0 | 0.3 | 3.4 | 3.6 | 23.2 |
| 2  | World B. Free     | 28   | 78 | 78 | 35.8 | 8.3 | 18.6 | .448 | 0.1 | 0.7 | .179 | 6.1 | 8.3 | .740 | 1.5 | 1.7 | 3.2  | 5.4 | 0.9 | 0.1 | 2.7 | 2.8 | 22.9 |
| 3  | Joe Barry Carroll | 23   | 76 | 75 | 34.6 | 6.9 | 13.4 | .519 | 0.0 | 0.0 | .000 | 3.1 | 4.3 | .728 | 2.8 | 5.6 | 8.3  | 0.8 | 0.8 | 1.7 | 2.7 | 3.5 | 17.0 |
| 4  | Larry Smith       | 24   | 74 | 55 | 29.9 | 3.0 | 5.6  | .534 | 0.0 | 0.0 | .000 | 1.2 | 2.1 | .553 | 3.8 | 7.2 | 11.0 | 1.1 | 0.9 | 0.7 | 1.4 | 3.9 | 7.1  |
| 5  | Mike Gale         | 31   | 75 | 70 | 23.9 | 2.5 | 5.0  | .496 | 0.0 | 0.1 | .000 | 0.7 | 0.9 | .785 | 0.5 | 2.0 | 2.5  | 3.5 | 1.6 | 0.4 | 1.7 | 2.3 | 5.6  |
| 6  | Purvis Short      | 24   | 76 | 8  | 23.4 | 6.0 | 12.3 | .488 | 0.1 | 0.4 | .214 | 2.3 | 2.9 | .801 | 1.6 | 1.9 | 3.5  | 2.8 | 0.9 | 0.1 | 1.6 | 2.9 | 14.4 |
| 7  | Sam Williams      | 22   | 59 | 22 | 18.2 | 2.6 | 4.7  | .556 | 0.0 | 0.0 |      | 0.8 | 1.5 | .551 | 1.5 | 3.7 | 5.2  | 0.6 | 0.8 | 1.3 | 1.1 | 2.6 | 6.1  |
| 8  | Lorenzo Romar     | 23   | 79 | 11 | 15.9 | 2.6 | 5.1  | .504 | 0.0 | 0.2 | .200 | 1.0 | 1.2 | .823 | 0.2 | 1.1 | 1.2  | 2.9 | 0.8 | 0.2 | 1.1 | 1.3 | 6.2  |
| 9  | Rickey Brown      | 23   | 82 | 11 | 15.4 | 2.3 | 5.1  | .459 | 0.0 | 0.0 |      | 1.0 | 1.5 | .705 | 1.7 | 2.8 | 4.4  | 0.2 | 0.4 | 0.4 | 1.0 | 3.0 | 5.7  |
| 10 | Sonny Parker      | 26   | 71 | 0  | 12.7 | 1.6 | 3.5  | .473 | 0.0 | 0.0 |      | 0.7 | 1.0 | .667 | 1.0 | 1.5 | 2.5  | 1.3 | 0.5 | 0.2 | 0.7 | 1.4 | 3.9  |
| 11 | Joe Hassett       | 26   | 68 | 2  | 11.6 | 2.1 | 5.6  | .377 | 1.0 | 3.1 | .332 | 0.5 | 0.5 | .838 | 0.2 | 0.6 | 0.8  | 1.5 | 0.4 | 0.0 | 0.5 | 1.4 | 5.7  |
| 12 | Hank McDowell     | 22   | 30 | 1  | 11.2 | 1.1 | 2.8  | .405 | 0.0 | 0.0 |      | 0.9 | 1.4 | .659 | 1.4 | 2.0 | 3.3  | 0.7 | 0.2 | 0.3 | 0.7 | 1.7 | 3.2  |
| 13 | Lewis Lloyd       | 22   | 16 | 0  | 5.9  | 1.6 | 2.8  | .556 | 0.0 | 0.0 |      | 0.4 | 0.7 | .636 | 0.6 | 0.4 | 1.0  | 0.4 | 0.3 | 0.1 | 0.9 | 1.3 | 3.6  |

## Galardones y récords
| Jugador      | Galardón                              |
| Bernard King | 2.º Mejor quinteto de la NBA All-Star |